# Рене Еріксен Петерсен
Рене Еріксен Петерсен (нар. 11 червня 2001, Гренландія) — грендландський футболіст, центральний нападник фарерського «Клаксвіка».

## Клубна кар'єра
В юнацькі роки навчався в академії датського клубу «Ньюкьобінга». У 2019 році віце-президент Б-67 Фінн Майнел назвав його найкращим молодим талантом Гренландії. У 2022 році під час виступів за «Нагдлунгуак-48» потрапив до команди року чемпіонату Гренландії. Відзначився голом у фіналі й допоміг клубу виграти чемпіонат.
З 31 січня по 17 лютого 2023 року Петерсен і його співвітчизник Бастіан Розінг проходив перегляд у фарерському клубі «Клаксвік» завдяки партнерство між клубом і Б-67. Гравці мали можливість приєднатися до першої команди Прем'єр-ліги Фарерських островів або до резервної команди у 1. deild. Під час перегляду відзначився голом за резервну команду в товариському матчі та провів час з першою командою, до поки Розінг не був змушений залишитит розташування клубу через травму коліна. У березні 2023 року було офіційно оголошено, що Петерсен підписав початкову угоду з резервною командою.

## Кар'єра в збірній
Потрапив до складу національної збірної Гренландії для участі в Острівних іграх 2021 року, які повинні були відбутися на Гернсі. Однак згодом ігри були скасовані через пандемію COVID-19.
У серпні 2021 року головний тренер збірної Гренландії Мортен Рутк'єр викликав Петерсена до складу з 24 гравців, які тренуватимуться та зіграють з декількома датськими клубами в Данії наступного місяця. Цей тренувальний збір став першим після того, як Футбольна Асоціація Гренландії розпочала процес приєднання до КОНКАКАФ. Потрапив до списку гравців, які готувалися до першого матчу Гренландії проти офіційної національної збірної після початку процесу приєднання до КОНКАКАФ, товариського проти молодіжної збірної Косова, який відбувся в Туреччині у вересні 2022 року.
Його знову викликали до національної команди на Острівні ігри 2023 року, які відбулися в липні того ж року.